# Huset Karađorđević

Huset Karađorđevićs standar.

Huset Karađorđević (serbisk kyrilliska: Карађорђевић [kara'djɔ:rdjɛvitç]), är ett kungahus i Serbien och Jugoslavien, 1842–1858 respektive 1903–1945, då republik utropades.
De titlar huset innehade var краљ (kralj, kung), кнез (knez, furste, prins) och вожд (Vožd, hertig, ledare, härförare; jämför med vojvod). Stamfader till huset är Karađorđe Petrović, som ledde det första serbiska upproret 1804 mot det Osmanska riket.
Medlemmar av ätten Karađorđević är idag politiskt aktiva i Serbien. Kronprins Alexanders residens är kungliga palatset (Kraljski Dvor).

## Huvudmän för huset, med regentlängd i parentes
- Vojvod Karađorđe Petrović (död 1817)
- Furst Alexander av Serbien (1842–1858)
- Kung Peter I av Serbien (1903–1921), (1903–1918 kung av Serbien)
- Kung Alexander I av Jugoslavien (1921–1934)
- Prins Paul av Jugoslavien (prinsregent i Peter II:s ställe 1934–1941)
- Kung Peter II av Jugoslavien (1941–1945), tronpretendent av Jugoslavien (1945–1970)

### I exil
- HKH Alexander Karađorđević, tronpretendent och kronprins av Jugoslavien och Serbien (sedan 1970)

### Anmärkning
- Åren mellan furst Alexander och Peter I regerades Serbien av huset Obrenović.